# Svjetsko prvenstvo u košarci za igrače do 21 godine
Svjetsko prvenstvo u košarci za igrače do 21 godine bilo je međunarodno košarkaško natjecanje koje se održavalo svake četiri godine od 1993. do 1995. Prvotno je znano kao Svjetsko prvenstvo u košarci za igrače od 22 i manje godina, a od prosinca 1998. službeno mu je ime Svjetsko prvenstvo mladih muškaraca (maksimalna dob 21).

## Izdanja
| Godina | Domaćin                        | Zlato      | Srebro    | Bronca         |
| ------ | ------------------------------ | ---------- | --------- | -------------- |
| 2005.  | (domaćin prvenstva Argentina)  | Litva      | Grčka     | Kanada         |
| 2001.  | (domaćin prvenstva Japan)      | SAD        | Hrvatska  | Argentina      |
| 1997.  | (domaćin prvenstva Australija) | Australija | Portoriko | SR Jugoslavija |
| 1993.  | (domaćin prvenstva Španjolska) | SAD        | Francuska | Brazil         |